# Sigmodon alstoni
Sigmodon alstoni és una espècie de mamífer rosegador de la família dels cricètids. Viu al nord del Brasil, el nord-est de Colòmbia, Guyana, el Surinam i el nord i est de Veneçuela. Els seus hàbitats naturals són els herbassars i matollars, generalment a zones seques. És una espècie en risc mínim, és a dir, no sembla que hi hagi cap amenaça significativa per a la seva supervivència.
L'espècie fou anomenada en honor del zoòleg escocès Edward Richard Alston.